# Stephan Schriber

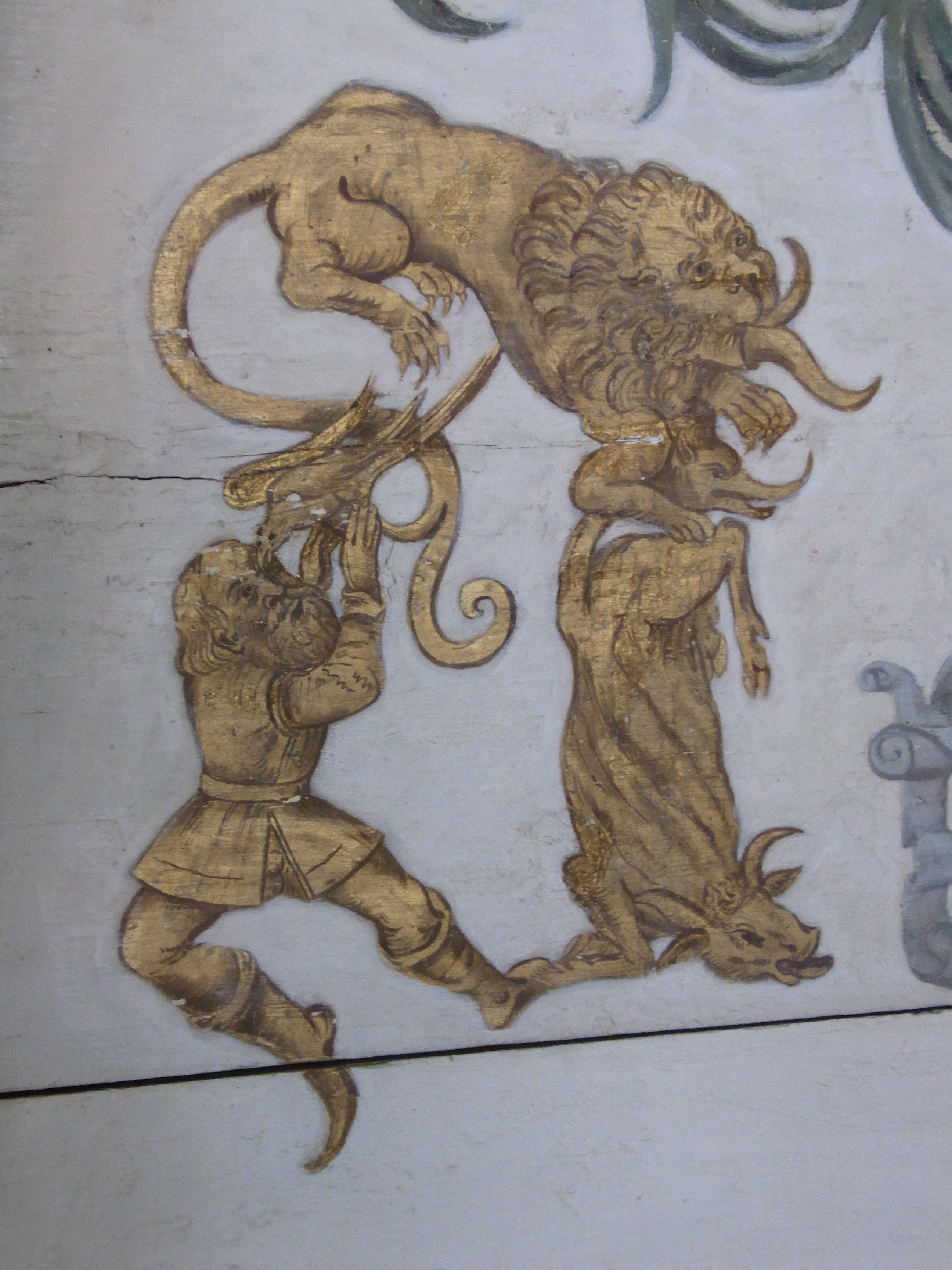
Stephan Schriber: Figureninitiale "A" im Goldenen Saal, nach einer Vorlage des Meisters E.S., vermutlich 1474

Stephan Schriber (geb. vor 1440; † nach 1495) war ein spätestens ab 1463 in Urach tätiger Schönschreiber und Buchmaler, der vor allem durch ein um 1470 begonnenes Musterbuch bekannt ist.

## Leben

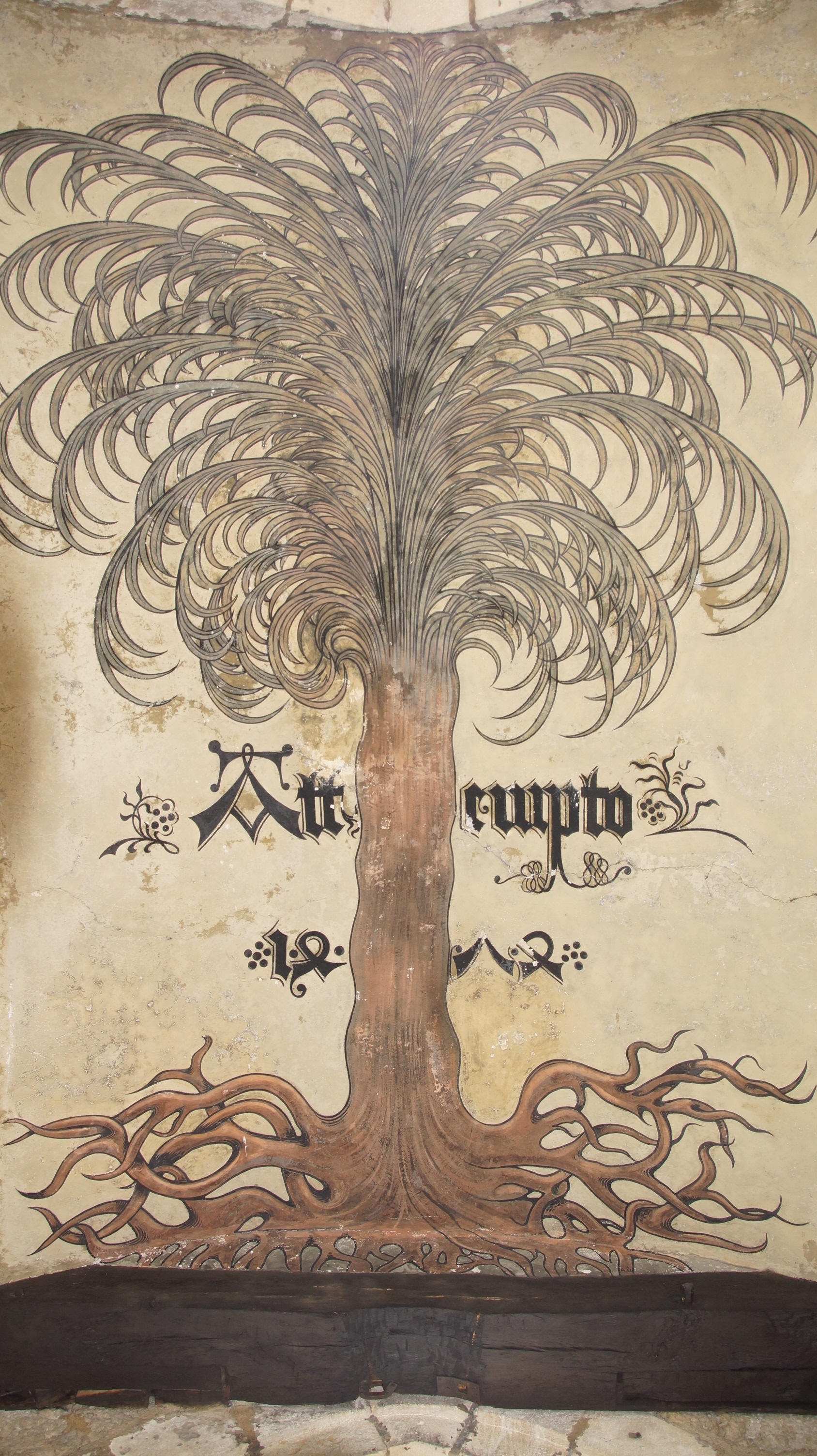
Palme und Attempto-Zierdevise im Torgewölbe von Schloss Urach (1474)

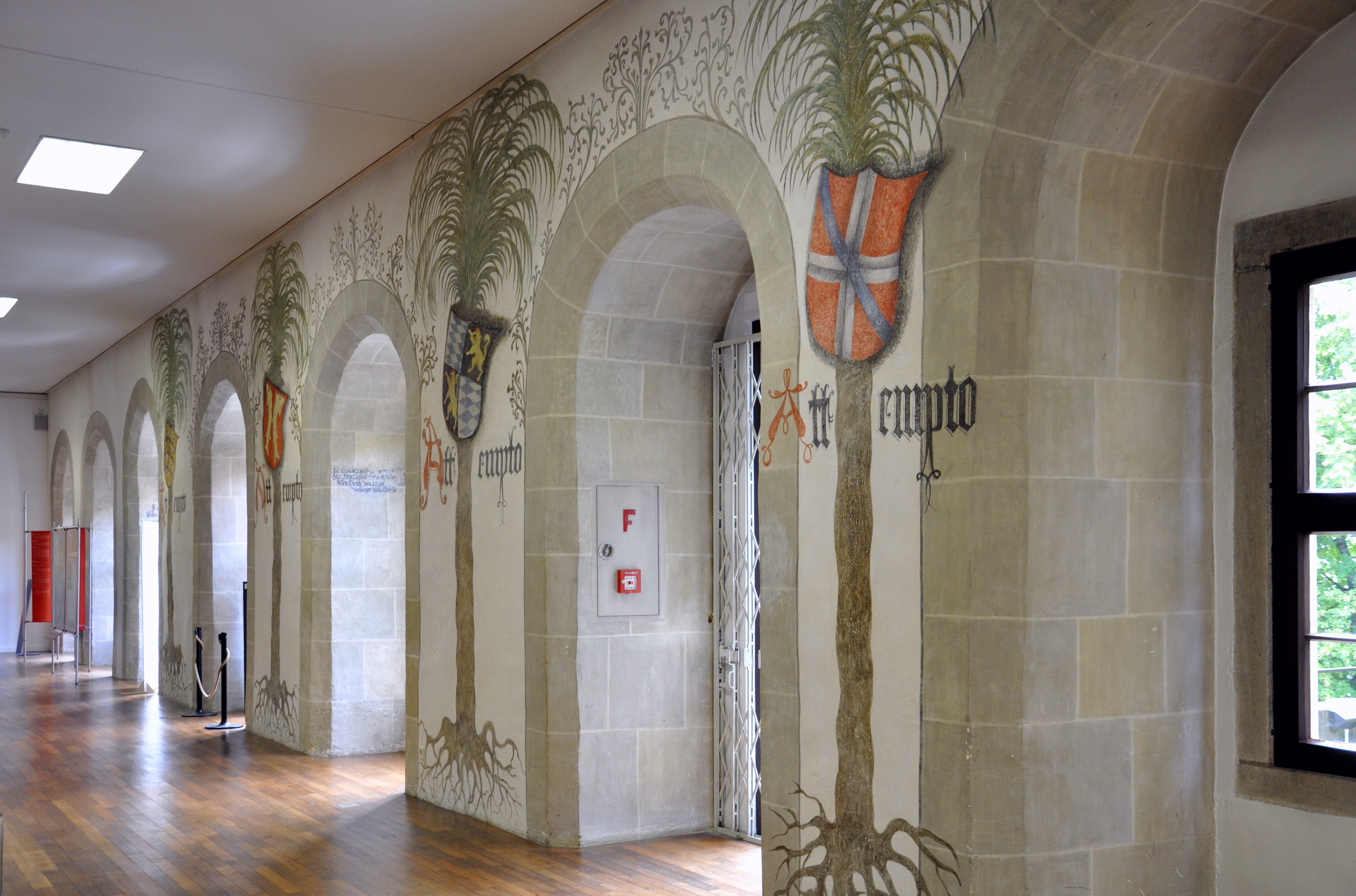
Die Zierbuchstaben der Devisen um die Palmen wurden von Stephan Schriber 1474 für die Hochzeit von Graf Eberhard gemalt. Palmensaal in Schloss Urach.

Stephan Schriber arbeitete spätestens ab 1463 in der württembergischen Residenzstadt Urach, wo er fast ausschließlich Arbeiten für den Grafen Eberhard im Bart von Württemberg ausführte. Für die Hochzeitsfeierlichkeiten 1474 in Urach führte er verschiedene noch erhaltene kalligraphische Dekorationsarbeiten aus, so im Goldenen Zimmer.

## Werk
- Otto von Passau: Die 24 Alten Heidelberg, UB, Cpg 433 (um 1460) (erste nachweisbare Arbeit Schribers) Digitalisat

- Historienbibel (Urach 1463), heute: Wien, Österreichische Nationalbibliothek, Cod. 2823 (hier wird Schriber die Rubrikatorenarbeit zugewiesen und er wird auch in einer dort enthaltenen Rechnungsübersicht Steffan Sesselschriber genannt)[1]

- Schreibkalender des Grafen Eberhard im Bart (ab 1468/69)

- Spätgotisches Musterbuch des Stephan Schriber - BSB Cod.icon. 420, Urach,  zwischen 1470 und 1480 angelegt, bis 1494 fortgeführt Digitalisat[2]

- Sog. Mömpelgarter Genealogie (1473), Schreibarbeit und Figurenschmuck (nach Vorlagen des Meister E. S.)

- Dekorationsarbeiten (Zierschriften, vielleicht auch die Palmenembleme) zur Hochzeit 1474 in Schloss Urach

- Initialen und andere Illuminationen in Antonius von Pforr: Buch der Beispiele (deutsche Übersetzung des Bidpai für Graf Eberhard) (zwischen 1476 und um 1480), Chantilly Musée Condé, Ms. 680 Digitalisat Beschreibung im Handschriftencensus

- Sammelhandschrift als Pergament-Codex Heidelberg, UB, Cpg 205, die Ausstattung durch Stephan Schriber

- Illuminationen in einem Missale in der Württembergischen Landesbibliothek, Cod. HB XVII 21, signiert auf fol. 29v "S[TE]F[A]N S[C] H[R]IB[E]R "